# National Provincial Championship Division 3 1999
La National Provincial Championship Division 3 1999 fue la decimoquinta edición de la tercera división del principal torneo de rugby de Nueva Zelanda.

## Sistema de disputa
Los equipos enfrentan a los equipos restantes de su zona en una sola ronda.
Los primeros cuatro puestos clasifican a semifinales para posteriormente disputar la final entre los dos ganadores de las semifinales, el ganador de la final se corona campeón.

## Clasificación
Tabla de posiciones
| Pos. | Equipo            | Encuentros | Encuentros | Encuentros | Encuentros | Tantos | Tantos | Tantos | PB | PB | Puntos |
| Pos. | Equipo            | PJ         | PG         | PE         | PP         | F      | C      | Dif    | BO | BD | Puntos |
| ---- | ----------------- | ---------- | ---------- | ---------- | ---------- | ------ | ------ | ------ | -- | -- | ------ |
| 1.º  | West Coast        | 8          | 6          | 0          | 2          | 200    | 123    | +77    | 2  | 1  | 27     |
| 2.º  | East Coast        | 8          | 5          | 0          | 3          | 226    | 142    | +84    | 4  | 0  | 26     |
| 3.º  | Horowhenua-Kapiti | 8          | 6          | 0          | 2          | 207    | 134    | +83    | 1  | 0  | 25     |
| 4.º  | Poverty Bay       | 8          | 5          | 0          | 3          | 203    | 124    | +79    | 2  | 2  | 24     |
| 5.º  | North Otago       | 8          | 4          | 0          | 4          | 179    | 181    | -2     | 2  | 1  | 17     |
| 6.º  | South Canterbury  | 8          | 3          | 1          | 4          | 181    | 143    | +38    | 1  | 2  | 17     |
| 7.º  | Wairarapa Bush    | 8          | 1          | 1          | 6          | 93     | 161    | -68    | 1  | 0  | 7      |
| 8.º  | Buller            | 8          | 0          | 0          | 8          | 109    | 388    | -279   | 0  | 2  | 2      |

|  | Semifinalistas. |

### Semifinales
| 17 de octubre | Horowhenua-Kapiti | 20 - 21 | East Coast |  |  |

| 16 de octubre | West Coast | 12 - 14 | Poverty Bay |  |  |

### Final
| 24 de octubre | East Coast | 18 - 15 | Poverty Bay |  |  |

| Bandera de Nueva Zelanda |
| Campeón East Coast       |
| Primer título            |